# Stadion Miejski w Knurowie
Stadion Miejski w Knurowie mieści się na ul. Dworcowej 28 w Knurowie, przy Kopalni Węgla Kamiennego Knurów. Na tym stadionie swoje mecze rozgrywa Concordia Knurów.

## Opis
Łączna pojemność stadionu wynosi ok. 7000 miejsc siedzących, z czego około 400 to krzesełka, reszta - plastykowe ławki. Krzesełka znajdują się pod zadaszeniem. Boisko pokryte jest murawą. Obiekt nie posiada obecnie sztucznego oświetlenia - jupiterów (zostały one zdemontowane po spadku Concordii z II ligi). Obok stadionu znajduje się boisko treningowe.
Na stadionie odbywały się również liczne imprezy, w tym niecodzienne mecze byłego wychowanka Concordii Jerzego Dudka, który wraz z największymi sławami świata rozgrywał mecze Jerzy Dudek i Przyjaciele albo Jerzy Dudek kontra Przyjaciele. W 2006 roku w Knurowie zagościły takie gwiazdy jak Milan Baroš, Vladimír Šmicer, Mariusz Czerkawski, Mirosław Szymkowiak, Jacek Krzynówek i wielu innych. 
W 2015 roku rozpoczęto przebudowę obiektu. Planowany jest remont widowni oraz murawy, ogrodzenia, kasy, wieży zegarowej, zadaszenia trybuny.